# 直根酸模
直根酸模（学名：Rumex thyrsiflorus）为蓼科酸模属下的一个种。